# Гуидо Гуиницели
Вижте пояснителната страница за други личности с името Гуидо.
Гуидо Гуиницели (на италиански: Guido Guinizelli) е италиански поет.
Роден е около 1230 година в Болоня във видно градско семейство, баща му е съдия. Пише любовна лирика, превръщайки се в основоположник на влиятелното течение Сладостен нов стил. Привърженик на гибелините, в края на живота си е изгонен от Болоня от политическите си противници.
Гуидо Гуиницели умира през 1276 година в Монселиче.